# 파리, 텍사스
파리, 텍사스(Paris, Texas)는 빔 벤더스가 감독한 영화이다. 1984년 칸 영화제에서 황금종려상을 수상했다.

## 정보
- 감독: 빔 벤더스
- 시나리오: L.M. 킷 칼슨
- 주연: 해리 딘 스탠턴, 나스타샤 킨스키
- 국가: 서독, 프랑스, 영국, 미국
- 연도: 1984년
- 길이: 147분

## 출연

### 주연
- 해리 딘 스탠튼
- 나스타샤 킨스키
- 딘 스톡웰
- 오로르 클레망

### 조연
- 헌터 카슨
- 벤하드 위키

## 기타
- 미술: 케이트 앨트먼

## 줄거리
뭔가에 홀린 듯 주인공 트래비스는 텍사스의 사막을 혼자 걷고 있다. 마실 것을 찾다가 결국 외딴 술집에 도착하지만 의식을 잃는다. 의사의 연락을 받고 트래비스의 형제 월트가 로스앤젤레스에서 찾아온다. 트래비스와 소식이 끊긴지 4년이 되었는데...